# Ministr národní obrany Československa
Ministr národní obrany byla politická funkce (nejvyšší představitel resortu obrany), která byla ustavena v listopadu 1918 se vznikem československé vlády. V určitých obměnách a s menší přestávkou trvala po dobu existence samostatného Československa, tedy až do roku 1992.
Krátce před zánikem Československé armády (resp. před rozdělením na Armádu ČR a Armádu SR) bylo z názvu funkce vypuštěno slovo národní. Dnešní funkce ministra obrany tak plynule navazuje na svou mnohaletou tradici. Prvním ministrem národní obrany byl český politik Václav Klofáč, zakladatel a předseda České strany národně sociální.